# Turneul celor Patru Trambuline 2013-2014
Turneul celor Patru Trambuline 2013-14 a avut loc în cele patru locuri tradiționale: Oberstdorf, Garmisch-Partenkirchen, Innsbruck și Bischofshofen, situate în Germania și Austria, în perioada 29 decembrie 2013 și 06 ianuarie 2014.

## Rezultate

### Oberstdorf
HS 137 Schattenbergschanze, Germania

29 decembrie 2013
| Loc | Nume               | Naționalitate | 1a(m) | 2a (m) | Puncte | Puncte Total Turneu |          |
| --- | ------------------ | ------------- | ----- | ------ | ------ | ------------------- | -------- |
| 1   | Simon Ammann       | Elveția       | 139.0 | 133.0  | 301.9  | 301.9 (1)           | 344 (4)  |
| 2   | Anders Bardal      | Norvegia      | 133.0 | 133.5  | 297.9  | 297.9 (2)           | 391 (2)  |
| 3   | Thomas Diethart    | Austria       | 139.0 | 134.5  | 297.3  | 297.3 (3)           | 150 (17) |
| 3   | Peter Prevc        | Slovenia      | 139.5 | 134.0  | 297.3  | 297.3 (3)           | 194 (13) |
| 5   | Thomas Morgenstern | Austria       | 132.0 | 134.5  | 296.8  | 296.8 (5)           | 266 (7)  |

### Garmisch-Partenkirchen
HS 140 Große Olympiaschanze, Germania

1 ianuarie 2014
| Loc | Nume               | Naționalitate | 1a(m) | 2a (m) | Puncte | Puncte Total Turneu |          |
| --- | ------------------ | ------------- | ----- | ------ | ------ | ------------------- | -------- |
| 1   | Thomas Diethart    | Austria       | 141.0 | 140.5  | 296.1  | 593.4 (1)           | 250 (10) |
| 2   | Thomas Morgenstern | Austria       | 139.0 | 139.0  | 285.1  | 581.9 (2)           | 346 (5)  |
| 3   | Simon Ammann       | Elveția       | 133.5 | 139.0  | 278.5  | 580.4 (3)           | 404 (4)  |
| 4   | Anders Fannemel    | Norvegia      | 138.0 | 136.5  | 275.7  | 275.7 (36)          | 128 (21) |
| 5   | Andreas Wellinger  | Germania      | 134.0 | 134.5  | 267.2  | 510.4 (16)          | 306 (6)  |

### Innsbruck
HS 130 Bergiselschanze, Austria

 4 ianuarie 2014
| Loc | Nume                  | Naționalitate | 1a(m) | 2a (m) | Puncte     | Puncte Total Turneu |
| --- | --------------------- | ------------- | ----- | ------ | ---------- | ------------------- |
| 1   | Anssi Koivuranta      | Finlanda      | 132.5 | 127.5  | 515.1 (23) | 126 (22)            |
| 2   | Simon Ammann          | Elveția       | 133.5 | 126.3  | 706.7 (2)  | 484 (2)             |
| 3   | Kamil Stoch           | Polonia       | 126.5 | 126.2  | 663.1 (8)  | 526 (1)             |
| 4   | Gregor Schlierenzauer | Austria       | 131.5 | 125.4  | 671.8 (7)  | 463 (3)             |
| 5   | Thomas Diethart       | Austria       | 126.5 | 122.7  | 716.1 (1)  | 295 (9)             |

### Bischofshofen
HS 140 Paul-Ausserleitner-Schanze, Austria

 6 ianuarie 2014
| Loc | Nume               | Naționalitate | 1a(m) | 2a (m) | Puncte | Puncte Total Turneu |          |
| --- | ------------------ | ------------- | ----- | ------ | ------ | ------------------- | -------- |
| 1   | Thomas Diethart    | Austria       | 138.5 | 140.0  | 296.5  | 1012.6 (1)          | 395 (6)  |
| 2   | Peter Prevc        | Slovenia      | 139.5 | 138.5  | 294.8  | 971.3 (4)           | 327 (10) |
| 3   | Thomas Morgenstern | Austria       | 137.0 | 142.0  | 293.6  | 994.3 (2)           | 438 (5)  |
| 4   | Simon Ammann       | Elveția       | 137.5 | 137.0  | 285.7  | 992.4 (3)           | 534 (2)  |
| 5   | Noriaki Kasai      | Japonia       | 133.5 | 137.5  | 281.0  | 962.1 (5)           | 386 (7)  |

### Clasament General
Clasamentul final al celot patru concursuri. Thomas Diethart a fost câtigătorul Turneului.
| Loc | Nume                  | Naționalitate | Oberstdorf (final) | Garmisch-Partenkirchen (final) | Innsbruck (final) | Bischofshofen (final) | Puncte Total Turneu |
| --- | --------------------- | ------------- | ------------------ | ------------------------------ | ----------------- | --------------------- | ------------------- |
| 1   | Thomas Diethart       | Austria       | 297.3 (3)          | 296.1 (1)                      | 122.7 (5)         | 296.5 (1)             | 1012.6              |
| 2   | Thomas Morgenstern    | Austria       | 296.8 (5)          | 285.1 (2)                      | 118.8 (8)         | 293.6 (3)             | 994.3               |
| 3   | Simon Ammann          | Elveția       | 301.9 (1)          | 278.5 (3)                      | 126.3 (2)         | 285.7 (4)             | 992.4               |
| 4   | Peter Prevc           | Slovenia      | 297.3 (3)          | 257.1 (18)                     | 122.1 (6)         | 294.8 (2)             | 971.3               |
| 5   | Noriaki Kasai         | Japonia       | 294.5 (6)          | 265.3 (6)                      | 121.3 (7)         | 281.0 (5)             | 962.1               |
| 6   | Anders Bardal         | Norvegia      | 297.9 (2)          | 260.6 (13)                     | 113.7 (14)        | 278.4 (6)             | 950.6               |
| 7   | Kamil Stoch           | Polonia       | 272.0 (13)         | 264.9 (7)                      | 126.2 (3)         | 275.1 (8)             | 938.2               |
| 8   | Gregor Schlierenzauer | Austria       | 281.6 (9)          | 264.8 (8)                      | 125.4 (4)         | 260.2 (18)            | 932.0               |
| 9   | Michael Hayböck       | Austria       | 284.6 (7)          | 253.2 (24)                     | 102.3 (34)        | 266.7 (14)            | 906.8               |
| 10  | Andreas Wellinger     | Germania      | 243.2 (29)         | 267.2 (5)                      | 112.0 (18)        | 273.3 (9)             | 895.7               |

## Legături externe
- de Site web oficial